# Rhesala asphalta
Rhesala asphalta là một loài bướm đêm trong họ Noctuidae.